# Michael Haydn
Johann Michael Haydn (Rohrau, 14 de setembro de 1737 — Salzburgo, 10 de agosto de 1806) foi um compositor austríaco, irmão mais novo de Joseph Haydn.

## Biografia
Com o seu irmão cantavam no coro de São Estêvão em Viena. Pouco depois de sair do coro-escola, foi nomeado mestre-de-capela em Grosswardein, e em 1762, em Salzburgo, onde fez amizade com Leopold Mozart e depois com o filho deste, Wolfgang Amadeus Mozart. Era amigo íntimo de Mozart, que tinha em grande consideração a sua obra, e foi professor de Beethoven, Carl Maria von Weber e Anton Diabelli.

## Obra
As obras corais sacras de Haydn consideram-se geralmente como as suas obras mais importantes, nas quais se inclui a Missa Hispânica (que fez para o seu diploma em Estocolmo), uma missa em ré menor, um Lauda Sion, um réquiem para o arcebispo Sigmundo em dó menor (que serviria posteriormente de inspiração ao requiem de Mozart), e uma colecção de graduais, 42 dos quais foram reimpressos no Ecciesiaslicon de Anton Diabelli. Também foi um prolífico compositor de música profana, vários concertos e música de câmara, como um quinteto de cordas em dó maior que foi atribuído por engano a seu irmão Joseph.
Michael Haydn foi vítima de outro caso de póstuma identidade confundida. Durante muitos anos, a obra que hoje conhecemos como a sua sinfonia nº 26 foi considerada como a sinfonia nº 37 K.444 de Mozart. A confusão gerou-se porque se descobriu um autógrafo que tinha o movimento inicial da sinfonia feito pela mão de Mozart, e o resto na de outro movimento. Hoje considera-se que Mozart tinha composto um novo movimento lento para o início da sinfonia por razões ainda desconhecidas, mas sabe-se que o resto da obra é de Michael Haydn. A obra, que foi amplamente executada como sinfonia de Mozart, foi tocada consideravelmente menos desde esta descoberta em 1907.
Algumas das obras de Michael Haydn são referidas pelos números Perger, do catálogo temático das suas obras compilado por Lothar Perger em 1907.

## Lista de trabalhos

### Música instrumental
- 1.1 Sinfonias (43 sinfonias + movimentos únicos de sinfonias)
- 1.2 Concertos (12 concertos + 1 único movimento)
- 1.3 Serenatas (21 serenatas, cassações, notturni e divertimenti)
- 1.4 Música incidental (1)
- 1,5 Ballets (3)
- 1.6 Danças (15 coleções de Menuetti, 3 de Menuettini, 1 Danças Inglesas, 1 Danças Alemãs)
- 1.7 marchas (15 marchas e fragmentos de marchas)
- 1,8 Quintetos (6)
- 1,9 Quartetos (19)
- 1,10 Trio Sonatas (10)
- 1,11 Duo Sonatas (4)
- 1,12 Sonatas Solo (2)
- 1.13 Teclado (19 composições)
- 1,14 Instrumentação desconhecida (1)

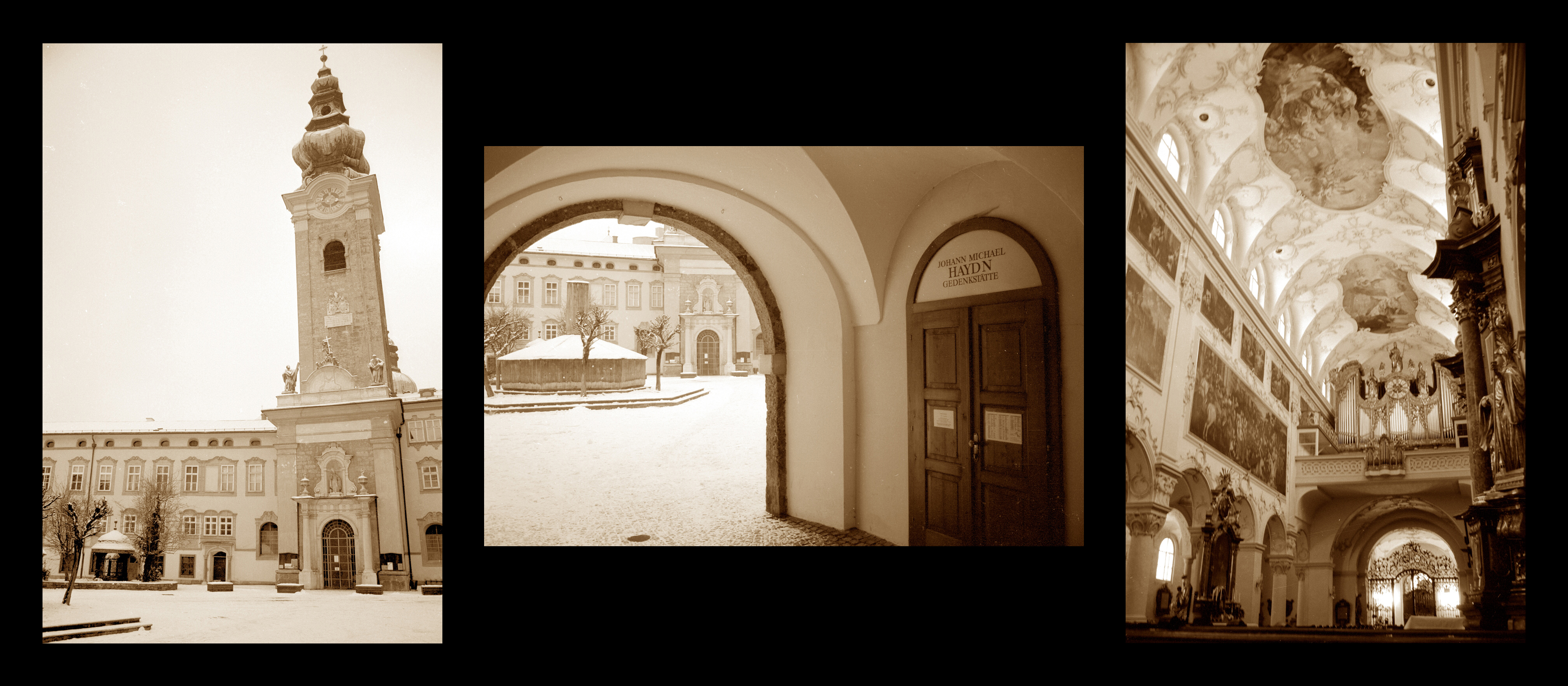
Igreja de São Pedro em Salzburgo e entrada para a Biblioteca Michael Haydn

### Música vocal sacra
- 2.1 Antífonas (47)
- 2.2 Cantatas (5)
- 2,3 Cânticos (65)
- 2.4 Graduais (130)
- 2,5 Hinos (16)
- 2.6 Missas (47) incluindo Missa Sancti Francisci Seraphici e Missa tempore Quadragesimae
- 2.7 Motetos (7)
- 2.8 Ofertários (65)
- 2.9 Oratórios (7)
- 2,10 Configurações do Salmo (19)
- 2.11 Requiem (2, 1 concluído apenas para o Kyrie, concluído em 1839 por Paul Gunther Kronecker OSB (1803-1847))
- 2,12 Outro (42)

### Música vocal secular
- 3,1 Árias (8)
- 3,2 Cânones (65)
- 3,3 Cantatas (14)
- 3.4 Part-Songs (97)
- 3,5 Óperas (1)
- 3,6 Serenatas (1)
- 3,7 Singspiele (11)
- 3,8 músicas (46)

## Gravações
- Michael Haydn: Symphonies N.1–12,15,16,18,25–28 (1998, CPO) – Orquestra de Câmara Eslovaca dirigida por Bohdan Warchal
- Michael Haydn: Die Wahrheit der Natur (2018, CPO) – Salzburger Hofmusik de Wolfgang Brunner
- Michael Haydn: Endimione (2021, CPO) – Salzburger Hofmusik conduzido por Wolfgang Brunner
- Michael Haydn: Kaiser Constantin I (2022, Accent ACC26504) – Purcell Choir & Orfeo Orchestra conduzido por György Vashegyi
- Michael Haydn: Missa Sancti Aloysii (2022, Brilliant Classics) – Genova Vocal Ensemble & Accademia Vocaledi Genova conduzido por Roberta Paraninfo